# Lotus pyranthus
Lotus pyranthus är en ärtväxtart som beskrevs av P.Perez. Lotus pyranthus ingår i släktet käringtänder, och familjen ärtväxter. IUCN kategoriserar arten globalt som akut hotad. Inga underarter finns listade i Catalogue of Life.